# Fagersta-Posten
Fagersta-Posten (FP) är en obunden liberal morgontidning. Den är verksam i norra Västmanland (främst Fagersta, Norbergs och Skinnskattebergs kommuner), den utkommer tre dagar i veckan, måndag, onsdag och fredag. Upplagan är 8 000 exemplar. 
Tidningen ägs av Bonnierkoncernen (80 procent) och norska Amedia (20 procent) via dotterbolaget Mittmedia tillsammans med systertidningarna Bärgslagsbladet/Arboga Tidning och Sala Allehanda. Bbl/AT, FP och SA (samt tidigare även Avesta Tidning) brukar ibland gå under samlingsbeteckningen Ingress-tidningarna (1995–2008 gavs de fem Ingress-titlarna ut i ett eget bolag, Ingress Media AB).
Chefredaktör och ansvarig utgivare är Sara Arvidsson sedan 2023.

## Historik
Fagersta-Posten grundades 1943 av Dalarnes tidnings- och boktryckeriaktiebolag (DTBAB) i Hedemora, ursprungligen som en avläggare till Södra Dalarnes Tidning. DTBAB var bolaget bakom den så kallade Lidmanpressen som gav ut ett antal tidningar i Dalarna. Likt de andra tidningarna i DTBAB var Carl Fredrik Jacob Lidman Fagersta-Postens första redaktör.
I Fagersta fanns sedan några år den konkurrerande Västanfors-Fagersta Tidning, utgiven av Ågren & Holmbergs Boktryckeri i Sala. Vid utgången av 1947 uppgick denna tidning i Fagersta-Posten, som från den 3 januari 1948 fick titeln Fagersta-Posten Västanfors-Fagersta Tidning. Utgivningen skedde alltjämt hos DTBAB med Lidman som redaktör. En sammanslagning åt andra hållet skedde 1951 när DTBAB:s tidning Avesta-Posten uppgick i den av Ågren & Holmbergs ägda Avesta Tidning.
Den 30 september 1963 fördes utgivningen av Fagersta-Posten över från DTBAB i Hedemora till Ågren & Holmbergs Boktryckeri i Sala. Alfred Lindén, som var redaktör för Ågren & Holmbergs tidningar Sala Allehanda och Avesta Tidning, blev även redaktör för Fagersta-Posten och de tre tidningarna skulle hädanefter dela redaktör (fram till år 2019).
År 1981 sålde dåvarande ägaren familjen Bengtsson Ågren & Holmbergs Boktryckeri med dess tidningar till Vestmanlands Läns Tidnings AB som ägde konkurrenten Vestmanlands Läns Tidning (VLT). Fagerstatrakten hade dittills varit VLT:s starkaste område utanför dess hemmamarknad (Västeråstrakten). Hösten 1982 samlokaliserades VLT:s redaktioner i Fagersta och Norberg med Fagersta-Postens redaktioner på respektive ort. År 1991 drog tidningen VLT in sina lokalredaktioner utanför huvudområdet, inklusive de i Fagersta, Norberg och Skinnskatteberg.
År 1995 bildades Ingress Media genom av Bärgslagsbladet/Arboga Tidning (BblAT) lades i samma bolag som Fagersta-Posten, Sala Allehanda och Avesta Tidning.
Huvuddelen av VLT AB:s tidningar, inklusive Ingress Media och Fagersta-Posten, uppgick år 2007 i Promedia. Från år 2012 hade Ingresstidningarna och VLT samma chefredaktör. Promedia såldes år 2016 till Mittmedia, som i sin tur togs över av Bonnier år 2019.

### Chefredaktörer
- Carl Lidman, 1943–1963
- Alfred Lindén, 1963–1964
- Kurt Nilsson, 1964–1984
- Ingvar Dahlqvist, 1984–1991
- Kent Karlsson, 1991–1999
- Daniel Nordström, 1999–2019
- Julia Engström, 2019–2023
- Sara Arvidsson, 2023–